# Tomi Kinnunen
Tomi Kinnunen (ur. 28 marca 1969 w Sippoli) – były fiński piłkarz, grający na pozycji obrońcy.

## Kariera
Karierę seniorską rozpoczął w 1986 roku w MyPa. Z klubem tym awansował do Veikkausliigi, a w 1992 roku zdobył z nią Puchar Finlandii. W MyPa do 1993 roku rozegrał 152 ligowe mecze. W latach 1994–1998 reprezentował barwy KuPS, Kuusysi, RoPS oraz VPS. W sezonie 1998/1999 był zawodnikiem KRC Genk, z którym zdobył mistrzostwo Belgii. W 1999 roku wrócił do Finlandii, zostając zawodnikiem FC Lahti. Wkrótce później zakończył karierę, którą wznowił w latach 2001–2002 w klubach FC Rio Grande oraz MyPa. Ponadto w 2005 roku grał w FC Korsholm.
W latach 1998–1999 zagrał sześć meczów w reprezentacji Finlandii, debiutując w wygranym 2:0 towarzyskim meczu z Maltą.

## Statystyki ligowe
| Sezon     | Klub                 | Liga          | Mecze | Gole |
| --------- | -------------------- | ------------- | ----- | ---- |
| 1986      | MyPa-47 Anjalankoski | Ykkönen       | 14    | 0    |
| 1987      | MyPa-47 Anjalankoski | Ykkönen       | 19    | 1    |
| 1988      | MyPa-47 Anjalankoski | Ykkönen       | 21    | 2    |
| 1989      | MyPa-47 Anjalankoski | Ykkönen       | 21    | 3    |
| 1990      | MyPa-47 Anjalankoski | Ykkönen       | 22    | 4    |
| 1991      | MyPa-47 Anjalankoski | Ykkönen       | 14    | 2    |
| 1992      | MyPa-47 Anjalankoski | Veikkausliiga | 23    | 1    |
| 1993      | MyPa-47 Anjalankoski | Veikkausliiga | 18    | 1    |
| 1994      | KuPS Kuopio          | Veikkausliiga | 8     | 2    |
| 1995      | FC Kuusysi           | Veikkausliiga | 5     | 0    |
| 1996      | RoPS Rovaniemi       | Veikkausliiga | 9     | 0    |
| 1997      | Vaasan Palloseura    | Veikkausliiga | 26    | 0    |
| 1998 (w)  | Vaasan Palloseura    | Veikkausliiga | 8     | 2    |
| 1998/1999 | KRC Genk             | Eerste klasse | 0     | 0    |
| 1999 (j)  | FC Lahti             | Veikkausliiga | 13    | 0    |
| 2001      | Rio Grande Rovaniemi | Kolmonen      | ?     | ?    |
| 2002      | MyPa-47 Anjalankoski | Veikkausliiga | 0     | 0    |
| 2005      | Korsholm Mustasaari  | Kakkonen      | ?     | ?    |